# David West
David Moorer West (Teaneck, Nueva Jersey; 29 de agosto de 1980) es un exjugador de baloncesto estadounidense que disputó 15 temporadas en la NBA. Con 2,06 metros de altura jugaba en la posición de ala-pívot.

## Trayectoria deportiva

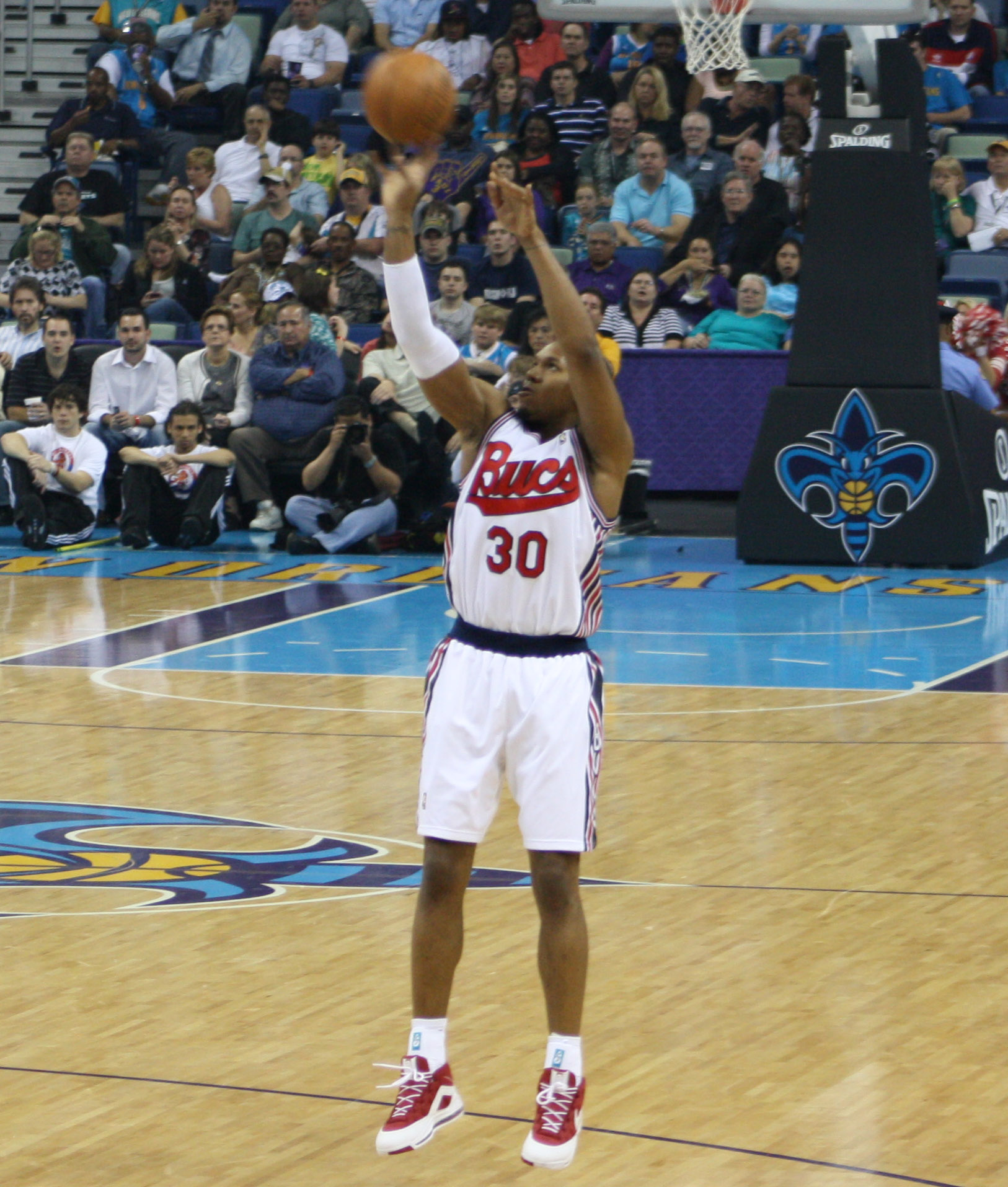
David West en 2010.

### Universidad
Después de brillar jugando en su etapa high school en Carolina del Norte, formó parte del equipo de la Universidad de Xavier, donde en su último año consiguió dos de los más importantes premios que se otorgan a los mejores universitarios de la temporada, el Trofeo Oscar Robertson y el Trofeo Adolph Rupp. 
En sus cuatro temporadas con los Musketeers promedió 16,9 puntos y 10,4 rebotes por partido. Fue además incluido en el primer equipo All-American.

#### Estadísticas
| Año     | Equipo | PJ  | PT  | MPP  | %TC  | %3P  | %TL  | RPP  | APP | ROB | TPP | PPP  |
| ------- | ------ | --- | --- | ---- | ---- | ---- | ---- | ---- | --- | --- | --- | ---- |
| 1999–00 | Xavier | 33  | 33  | 29.4 | .532 | .000 | .667 | 9.1  | 1.7 | 1.6 | 1.1 | 11.7 |
| 2000–01 | Xavier | 29  | 29  | 33.7 | .551 | .000 | .740 | 10.9 | 2.0 | 1.4 | 2.1 | 17.8 |
| 2001–02 | Xavier | 32  | 32  | 34.2 | .536 | .321 | .768 | 9.8  | 1.6 | 1.2 | 2.5 | 18.3 |
| 2002–03 | Xavier | 32  | 32  | 36.5 | .513 | .346 | .816 | 11.8 | 3.2 | 1.3 | 1.6 | 20.1 |
| Total   | Total  | 126 | 126 | 33.4 | .531 | .327 | .757 | 10.4 | 2.1 | 1.4 | 1.8 | 16.9 |

### NBA

#### New Orleans Hornets (2003–2011)
Fue elegido en la primera ronda del Draft de la NBA de 2003, en el puesto 18, por los New Orleans Hornets. Sus dos primeras temporadas como profesional fueron ciertamente discretas, al no contar con la confianza de su entrenador, pero en la temporada 2005-2006 comenzó a dar lo que se esperaba de él, pasando de unos pobres números en la temporada anterior de 6,2 puntos y 4,3 rebotes, a 17,1 puntos y 7,4 rebotes por partido, lo que le hizo quedar segundo en la votación para elegir al Jugador Más Mejorado. Esta progresión continúa en 2007, mejorando en los aspectos de rebotes y asistencias, habiéndose ganado el puesto de titular indiscutible.
En la temporada 2007-08, fue seleccionado para jugar el partido de las estrellas (All-Star Game) celebrado en New Orleans, junto a su compañero de equipo Chris Paul. Este premio se debió a las estadísticas que consiguió (cerca de los 20 puntos y 10 rebotes) y la buena clasificación de los Hornets.
Tras ocho temporadas con los Hornets, el 27 de junio de 2011, rechaza su último año de contrato y se convierte en agente libre.

#### Indiana Pacers (2011–2015)
El 13 de diciembre de 2011, firma por dos temporadas y $20 millones con Indiana Pacers.
El 10 de julio de 2013 renueva con los Pacers por tres años y $36,6 millones.
En junio de 2015, se convierte en agente libre.

#### San Antonio Spurs (2015–2016)
Tras cuatro temporadas en Indiana como pívot titular, siguiendo su búsqueda de su primer campeonato, aceptó un contrato de un año con los Spurs y el rol de suplente. Fueron eliminados en las semifinales de conferencia frente al Oklahoma City Thunder 4-2.

#### Golden State Warriors (2016–2018)
En julio de 2016 firmó como agente libre por una temporada con los Golden State Warriors, tomando un rol de suplente, con un respetable 4,6 en puntos por encuentro (4,5 en playoffs); finalmente consiguió su primer título en la NBA al vencer en 5 encuentros a los Cleveland Cavaliers. 
En julio de 2017 renovó con los Warriors por otra temporada, revalidando el título nuevamente ante Cleveland, esta vez con una barrida 4-0.
Tras conquistar su segundo anillo consecutivo, y tras 15 temporadas en la NBA, el 30 de agosto de 2018 anuncia su retirada.

## Estadísticas de su carrera en la NBA
|  | Denota temporada en la que ganó un campeonato de la NBA |

### Temporada regular
| Año      | Equipo       | PJ   | PT  | MPP  | %TC  | %3P  | %TL  | RPP | APP | ROB | TPP | PPP  |
| -------- | ------------ | ---- | --- | ---- | ---- | ---- | ---- | --- | --- | --- | --- | ---- |
| 2003-04  | New Orleans  | 71   | 1   | 13.1 | .474 | .000 | .713 | 4.2 | .8  | .4  | .4  | 3.8  |
| 2004-05  | New Orleans  | 30   | 8   | 18.4 | .436 | .400 | .680 | 4.3 | .8  | .4  | .5  | 6.2  |
| 2005-06  | New Orleans  | 74   | 74  | 34.1 | .512 | .273 | .843 | 7.4 | 1.2 | .8  | .9  | 17.1 |
| 2006-07  | New Orleans  | 52   | 52  | 36.5 | .476 | .320 | .824 | 8.2 | 2.2 | .8  | .7  | 18.3 |
| 2007-08  | New Orleans  | 76   | 76  | 37.8 | .482 | .240 | .850 | 8.9 | 2.3 | .8  | 1.3 | 20.6 |
| 2008-09  | New Orleans  | 76   | 76  | 39.2 | .472 | .240 | .884 | 8.5 | 2.3 | .6  | .9  | 21.0 |
| 2009-10  | New Orleans  | 81   | 81  | 36.4 | .505 | .259 | .865 | 7.5 | 3.0 | .9  | .7  | 19.0 |
| 2010-11  | New Orleans  | 70   | 70  | 35.0 | .508 | .222 | .807 | 7.6 | 2.3 | 1.0 | .9  | 18.9 |
| 2011-12  | Indiana      | 66   | 66  | 29.2 | .487 | .222 | .807 | 6.6 | 2.1 | .8  | .7  | 12.8 |
| 2012-13  | Indiana      | 73   | 73  | 33.4 | .498 | .211 | .768 | 7.7 | 2.9 | 1.0 | .9  | 17.1 |
| 2013-14  | Indiana      | 80   | 80  | 30.9 | .488 | .267 | .789 | 6.8 | 2.8 | .8  | .9  | 14.0 |
| 2014-15  | Indiana      | 66   | 66  | 28.7 | .471 | .200 | .739 | 6.8 | 3.4 | .7  | .7  | 11.7 |
| 2015-16  | San Antonio  | 78   | 19  | 18.0 | .545 | .429 | .788 | 4.0 | 1.8 | .6  | .7  | 7.1  |
| 2016-17  | Golden State | 68   | 0   | 12.6 | .536 | .375 | .768 | 3.0 | 2.2 | .6  | .7  | 4.6  |
| 2017-18  | Golden State | 73   | 0   | 13.7 | .571 | .375 | .759 | 3.3 | 1.9 | .6  | 1.0 | 6.8  |
| Total    | Total        | 1034 | 742 | 28.2 | .495 | .265 | .817 | 6.4 | 2.2 | .7  | .8  | 13.6 |
| All-Star | All-Star     | 2    | 0   | 15.0 | .545 | .000 | .000 | 3.5 | .5  | .5  | .0  | 6.0  |

### Playoffs
| Año   | Equipo       | PJ  | PT | MPP  | %TC  | %3P  | %TL   | RPP | APP | ROB | TPP | PPP  |
| ----- | ------------ | --- | -- | ---- | ---- | ---- | ----- | --- | --- | --- | --- | ---- |
| 2004  | New Orleans  | 7   | 0  | 15.9 | .536 | .000 | .846  | 4.3 | 1.1 | .3  | .6  | 5.9  |
| 2008  | New Orleans  | 12  | 12 | 40.4 | .466 | .500 | .891  | 8.5 | 2.8 | 1.1 | 1.9 | 21.2 |
| 2009  | New Orleans  | 5   | 5  | 35.6 | .400 | .000 | .897  | 7.4 | 1.2 | 1.0 | .4  | 18.0 |
| 2012  | Indiana      | 11  | 11 | 37.8 | .446 | .000 | .818  | 8.5 | 2.0 | .7  | .5  | 15.3 |
| 2013  | Indiana      | 19  | 19 | 36.3 | .462 | .000 | .766  | 7.6 | 2.1 | .7  | .8  | 15.9 |
| 2014  | Indiana      | 18  | 18 | 36.3 | .483 | .222 | .705  | 6.9 | 4.1 | .8  | .8  | 15.1 |
| 2016  | San Antonio  | 10  | 0  | 17.6 | .455 | .500 | .556  | 3.7 | 1.3 | .6  | .7  | 5.8  |
| 2017  | Golden State | 17  | 0  | 13.0 | .576 | .500 | .778  | 2.7 | 2.1 | .4  | .8  | 4.5  |
| 2018  | Golden State | 18  | 0  | 9.7  | .600 | .500 | 1.000 | 2.1 | 1.8 | .3  | .6  | 3.3  |
| Total | Total        | 118 | 66 | 26.6 | .476 | .320 | .796  | 5.6 | 2.2 | .6  | .8  | 11.3 |